# Leptacis polita
Leptacis polita är en stekelart som beskrevs av Fouts 1926. Leptacis polita ingår i släktet Leptacis och familjen gallmyggesteklar. Inga underarter finns listade i Catalogue of Life.